# Kateryna Tabasjnyk
Kateryna Oleksandrivna Tabasjnyk (Oekraïens: Катерина Олександрівна Табашник) (Charkiv, 25 juni 1994) is een Oekraïens atleet die gespecialiseerd is in het hoogspringen. Tijdens de Europese kampioenschappen indooratletiek 2023 won Tabasjnyk de bronzen medaille bij het hoogspringen. 

## Persoonlijke records
| Onderdeel              | Prestatie | Datum           | Plaats       |
| ---------------------- | --------- | --------------- | ------------ |
| Hoogspringen (outdoor) | 1,96      | 25 juni 2018    | Kropyvnytsky |
| Hoogspringen (indoor)  | 1,99      | 26 januari 2019 | Hustopeče    |

## Palmares

### Hoogspringen
- 2018: 5e EK – 1,94 m
- 2019: 4e EK indoor – 1,97 m
- 2023:  EK indoor – 1,94 m
- 2025: 11e EK indoor in kwal. – 1,85 m
- 2025: 9e WK indoor – 1,98 m